# Liste der Monuments historiques in Beaumotte-Aubertans
Die Liste der Monuments historiques in Beaumotte-Aubertans führt die Monuments historiques in der französischen Gemeinde Beaumotte-Aubertans auf.

## Liste der Immobilien
| Bezeichnung | Beschreibung                           | Standort                             | Kennzeichnung | Schutzstatus | Datum | Bild |
| ----------- | -------------------------------------- | ------------------------------------ | ------------- | ------------ | ----- | ---- |
| Köhlerhütte | Blockhaus, Anfang des 20. Jahrhunderts | Aubertans, rue des Prés Batus (Lage) | PA00102119    | Inscrit      | 1987  |      |

## Liste der Objekte
| Bezeichnung             | Beschreibung                                                          | Standort                                                 | Kennzeichnung | Schutzstatus | Datum | Bild |
| ----------------------- | --------------------------------------------------------------------- | -------------------------------------------------------- | ------------- | ------------ | ----- | ---- |
| Glocke                  | Bronze, 1781 gegossen                                                 | Beaumotte-lès-Montbozon, in der Kirche Ste-Cécile (Lage) | PM70000110    | Classé       | 1942  |      |
| Taufaltar               | Retabel; Holz, Mitte des 18. Jahrhunderts                             | Beaumotte-lès-Montbozon, in der Kirche Ste-Cécile (Lage) | PM70002053    | Inscrit      | 1996  |      |
| Gemälde Heilige Cäcilia | Ölfarbe auf Leinwand, vergoldeter Holzrahmen, 1859 von André Thevenot | Beaumotte-lès-Montbozon, in der Kirche Ste-Cécile (Lage) | PM70002054    | Inscrit      | 1996  |      |
| Prozessionskreuz        | Kupfer, 17. Jahrhundert                                               | Beaumotte-lès-Montbozon, in der Kirche Ste-Cécile (Lage) | PM70002055    | Inscrit      | 1996  |      |
| Kanzel                  | Holz, 18. Jahrhundert                                                 | Beaumotte-lès-Montbozon, in der Kirche Ste-Cécile (Lage) | PM70002056    | Inscrit      | 1996  |      |